# Шратенбах
Шратенбах општина је у округу Нојенкихен у Аустрији, држава Доња Аустрија. Налази се у источном делу земље, 60 km југозападно од главног града Беча. На попису становништва 2011. године, Шратенбах је имао 365 становника.

## Географија
Шратенбах се налази у индустријском округу у Доњој Аустрији. Територија општине покрива површину од 10,81 km² од чега је 63,01% површине шумовито. Терен у Шратенбаху је углавном брдовит, али на југоистоку је равница. У Шратенбаху и околини углавном расту мешовите шуме. Шратенбах и околина су прилично густо насељени, (75 становника на km²).

## Клима
Подручје Шратенбаха је део хемибореалне климатске зоне. Просечна годишња температу је 9 °C (48 °F) Најтоплији месец је јул, кад је просечна температура 20 °C (68 °F), а најхладнији је јануар са −4 °C (25 °F). Просечна годишња сума падавине је 1074 мм. Највлажнији месец је јул, са просеком од 144 мм падавина, а најсушнији је децембар са 40 мм.

## Насеља
У општини Шратенбах спадају следећа пет села (према статистичким подацима о броју становника из 2017. године):
- Грејтх (73)
- Гутенман (6)
- Хорнунгстал (72)
- Росентал (171)
- Шратенбах (45)

## Историја
У далекој прошлости ова област је била део римске провинције Норик.

## Религија
Према подацима пописа из 2001. године 89,6% становништва су били римокатолици, 0,3% евангелисти и 0,3% муслимани. 9,0% становништва се изјаснило да нема никакву верску припадност.

## Политичка ситуација
Градоначелник општине је Франц Пелзелбауер, а секретар Елизабет Паиер. На локалним избора 2015. године у општини је победила Аустријска народна партија освојивши 9 мандата, а СДПА је била на другом месту освојивши 4 мандата.